# Chi Dân
Nguyễn Trung Hiếu (sinh ngày 2 tháng 6 năm 1989), thường được biết đến với nghệ danh Chi Dân là một nam ca sĩ kiêm sáng tác nhạc người Việt Nam.

## Tiểu sử
Dòng nhạc mà Chi Dân theo đuổi là pop và ballad. Anh mang chất giọng baritone trữ tình nhẹ nhàng và bắt tai người nghe. Sau một thời gian hoạt động trong nhóm Hero và thu được một số kinh nghiệm, Chi Dân quyết định rời nhóm khi hết hợp đồng và theo đuổi con đường ca hát solo. Chi Dân gặp gỡ Việt Anh – giám đốc Avatar Entertainment – cũng là công ty cũ của Angela Phương Trinh. Hai anh em nói chuyện rất hợp và định hướng cũng đồng nhất nên quyết định hợp tác.
“Mất trí nhớ” là ca khúc đã đưa tên tuổi Chi Dân đến gần hơn với khán giả. Trước đó, ca khúc này bị xem là “thảm họa idol” bởi vì tác giả Hồng Quang đã đem nó đi dự thi Vietnam Idol 2012 và không thành công. Bằng việc biến tấu của bản phối và đầu tư cho MV, Chi Dân đã tạo ra phiên bản mới cho ca khúc giúp nó được rất nhiều bạn trẻ đón nhận.
Chi Dân từng chia sẻ rằng việc cover lại ca khúc "Mất trí nhớ" không phải vì đây là ca khúc đang gây “bão scandal” mà vì nam ca sĩ muốn làm điều mình thích, mình muốn, sự đón nhận ca khúc của mọi người khiến nam ca sĩ không khỏi vui mừng và cả bất ngờ.
Năm 2013, Chi Dân bất ngờ nổi tiếng sau ca khúc "Mất trí nhớ". Tưởng chừng đấy chỉ là cơ duyên may thì đến năm 2016, với bài hát "Điều anh biết" anh đã thực sự được nhiều người biết đến khi có đến hơn 100 triệu người xem video audio của ca khúc, hơn 50 triệu người xem MV của ca khúc.
Ngoài ca hát, Chi Dân còn có khả năng sáng tác. Trong đó, ca khúc "Anh muốn em sống sao" do anh viết đã giúp nữ ca sĩ Bảo Anh vụt sáng thành ngôi sao. Chi Dân cũng sáng tác một số bài hát khác và nhanh chóng trở thành hit, được tất cả mọi người nồng nhiệt đón nhận và ủng hộ.
Năm 2016, Chi Dân tham gia chương trình "Hãy nghe tôi hát" với tư cách là thí sinh và đạt giải á quân chung cuộc.
Đến năm 2017, Chi Dân nhận được Giải Mai Vàng với hạng mục "10 nghệ sĩ của năm" và vinh dự được lọt vào top 5 – đứng thứ 2 trong hạng mục “Best Asian Artist In Vietnam” (Nghệ sĩ xuất sắc nhất Châu Á tại Việt Nam) trong danh sách đề cử MAMA cùng năm.

## Phong cách âm nhạc
Chi Dân mang giọng nam trung trữ tình (lirico baritone), quá đại trà và gặp rất nhiều ở các ca sĩ thế hệ trước như Đan Trường, Lý Hải... Giọng hát của Chi Dân đanh hơn, sáng và nhẹ nhàng. Bằng giọng hát này, việc theo đuổi dòng nhạc trẻ tương đối khó khăn vì quãng giọng không bằng các nam cao.
Anh vẫn rất thành công với phong cách thư sinh, công tử, có lợi thế phần nào về ngoại hình. Nhạc của anh trong những năm đầu gần như toàn bộ là pop ballad và tạo dấu ấn tốt. Nhờ ngoại hình tốt, tư duy âm nhạc sáng tạo, anh tiếp tục lấn sân sang nhạc dance, R&B và vẫn nỗ lực bằng chất giọng baritone của mình.

## Bê bối
Theo các trang báo VietNamNet, báo Thanh Niên, báo Tuổi Trẻ, cùng với các trang báo khác, vào ngày 10 tháng 11 năm 2024, Chi Dân đã bị Công an quận Tân Bình, Thành phố Hồ Chí Minh bắt giữ để điều tra vì liên quan đến tàng trữ ma tuý. Theo nguồn thông tin được xác nhận, anh và một số bạn bè bị Công an giữ khi kiểm tra hành chính một địa điểm ở quận Tân Bình, những người này nghi sử dụng ma tuý.
Vào ngày 14 tháng 11 năm 2024, trong quá trình thực hiện chuyên án ma túy VN10, Công an Thành phố Hồ Chí Minh đã khởi tố và bắt tạm giam đối với Chi Dân cùng với Nguyễn Thị An (người mẫu An Tây, tức Andrea Aybar, người Tây Ban Nha) và KOL Nguyễn Đỗ Trúc Phương. Trong đó, cả 3 bị khởi tố về tội "tổ chức sử dụng trái phép chất ma túy", riêng An Tây bị khởi tố thêm tội "tàng trữ trái phép chất ma túy".

## Sản phẩm âm nhạc

### Ca khúc thể hiện
- Mất Trí Nhớ – 2012
- Người Tôi Yêu – 2013
- Sự Thật Sau Một Lời Hứa – 2014
- Quên Anh Em Mới Có Hạnh Phúc – 2012
- Đến Hề Cũng Phải Rơi Lệ – 2013
- Không Quan Tâm – 2013
- Giả Vờ Nhưng Anh Yêu Em – 2013
- Đừng Hạnh Phúc Em Nhé – 2014
- Biết Không Em – 2014
- Lời Cuối Anh Viết – 2014
- Làm Vợ Anh Nhé – 2015
- Khi Em Ngủ Say – 2013
- Kết Thúc Vẫn Là Anh – 2016
- Anh Không Sao Đâu – 2015
- Yêu Em Chỉ Có Anh – 2014
- Bởi Vì Em Hết Yêu Anh – 2015
- Xấu Trai – 2014
- Điều Anh Biết – 2016
- Thế Giới Thứ Tư (Tự Yêu Chính Mình) – 2016
- Tết Này Con Sẽ Về – 2017
- Có Được Không Em – 2017
- 1234 – 2017
- Vầng Trăng Cô Đơn – 2016
- Yêu Từ Phía Xa – 2017
- Chuyện Anh Vẫn Chưa Kể – 2017
- Ngần Ấy Năm – 2017
- Lỡ Như Anh Yêu Em? – 2018
- Thương Em Thương Lắm! – 2018
- Đâu Ai Ngờ – 2018
- Buồn Một Chút Rồi Thôi – 2019
- Vẫn Yêu Đấy Thôi – 2019
- Tìm Em Trong Mơ – 2019
- Sao Chẳng Phải Là Anh – 2019
- Chỉ Cần Anh Giả Vờ – 2020
- Em Đang Bận Yêu Ai – 2020
- Người Yêu Giản Đơn – 2021
- Đưa Mẹ Đi Khắp Thế Gian – 2021
- Chờ Em Đến Muôn Đời – 2022
- Em Đâu Biết Được – 2022
- Người Tôi Yêu Chẳng Hề Yêu Tôi – 2022
- Đừng Khóc – 2022

### Ca khúc sáng tác
- Anh Muốn Em Sống Sao
- Anh Không Sao Đâu
- Giả Vờ Nhưng Anh Yêu Em
- Người Tôi Yêu
- Sự Thật Sau Một Lời Hứa
- Khi Em Ngủ Say
- Lời Cuối Anh Viết
- Yêu Em Chỉ Có Anh
- Bởi Vì Em Hết Yêu Anh
- Thế Giới Thứ Tư
- Có Được Không Em? (ft. Phạm Bảo Nam)
- Ngần Ấy Năm
- Yêu Từ Phía Xa
- Lỡ Như Anh Yêu Em?
- Ôi Tình Yêu
- Chờ Em Đến Muôn Đời (ft. BGM Genshin Impact)
- Em Đâu Biết Được

## Chương trình truyền hình
| Chương trình         | Năm              | Kênh  | Tư cách   | Nguồn                |
| -------------------- | ---------------- | ----- | --------- | -------------------- |
| Sao là sao           | 2015             | THVL1 | Thí sinh  |                      |
| Giọng ải giọng ai    | 2016, 2018, 2019 | HTV7  | Khách mời | [ 13 ] [ 14 ] [ 15 ] |
| Thiên đường ẩm thực  | 2016, 2018       | HTV7  | Khách mời |                      |
| Hãy nghe tôi hát     | 2016             | THVL1 | Thí sinh  | [ 16 ] [ 17 ]        |
| Người bí ẩn          | 2018             | HTV7  | Khách mời | [ 18 ]               |
| Nhanh như chớp       | 2018             | HTV7  | Khách mời | [ 19 ]               |
| Ơn giời cậu đây rồi! | 2019             | VTV3  | Khách mời | [ 20 ]               |
| Sàn đấu ca từ        | 2019             | HTV3  | Khách mời | [ 21 ]               |
| Ký ức vui vẻ         | 2020             | VTV3  | Khách mời | [ 22 ]               |
| Bài hát đầu tiên     | 2021             | VTV3  | Khách mời | [ 23 ]               |

## Phim truyền hình
| Năm  | Tên phim       | Kênh | Vai diễn |
| ---- | -------------- | ---- | -------- |
| 2009 | Trang tỷ phú   | HTV9 | Minh Tạ  |
| 2022 | Lớp học đại ca | HTV7 | Dũng     |

## Giải thưởng
| Năm  | Giải thưởng                     | Hạng mục                | Đối tượng đề cử | Kết quả   | Nguồn  |
| ---- | ------------------------------- | ----------------------- | --------------- | --------- | ------ |
| 2017 | Giải Mai Vàng lần thứ 23        | 10 nghệ sĩ của năm      | Bản thân        | Đoạt giải | [ 24 ] |
| 2017 | Giải thưởng Âm nhạc Châu Á Mnet | Nghệ sĩ châu Á xuất sắc | Bản thân        | Đề cử     | [ 25 ] |